# Fieberiella drosopouli
Fieberiella drosopouli är en insektsart som beskrevs 1988 av Silke Meyer-Arndt utifrån ett specimen funnet i Grekland. Arten ingår i släktet Fieberiella och familjen dvärgstritar. Inga underarter finns listade i Catalogue of Life.